# Стратег
Стратег е военачалник в Древна Гърция и Византия.

## Древна Гърция
Стратезите в Древна Гърция са предводители на войската в полиса. В Древна Атина народното събрание избира десет стратези, които по време на война се редуват да командват бойните действия, като всеки стратег е предводител за един ден. Например битката при Маратон се забавя няколко дни, защото поредните стратези не се осмеляват да я проведат срещу няколко пъти по-многочислената персийска войска. Така битката започва, едва когато идва ред водачеството да поеме стратегът Милтиад младши. Той взема решение да даде начало на бойните действия, в които малочислените атиняни и техните съюзници от Платея обръщат персийската войска в бягство.

## Византия
В Източната Римска империя през X-XI век стратегът съвместява функциите на военачалник с управление на военно-административна област (в по-редки случаи на отделна крепост):с. 61. Подчинен е пряко на императора. До края на XI в. прерогативите му в правното и финансовото уреждане на подвластната провинция са ограничени, поради съществуващото в империята разграничение на военните и гражданските власти.